# Lecanactis
Lecanactis Körb. (promianek) – rodzaj grzybów z rodziny Roccellaceae. Ze względu na współżycie z glonami zaliczany jest do grupy porostów. W Polsce występuje jeden gatunek.

## Systematyka i nazewnictwo
Pozycja w klasyfikacji według Index Fungorum: Roccellaceae, Arthoniales, Arthoniomycetidae, Arthoniomycetes, Pezizomycotina, Ascomycota, Fungi.
Synonimy nazwy naukowej: Arthoniactis (Vain.) Clem., Bacidiactis M. Choisy, Lecanactiomyces Cif. & Tomas., Lecanactis subgen. Arthoniactis Vain., Pyrenotea Fr.
Nazwa polska według W. Fałtynowicza.

## Niektóre gatunki
- Lecanactis abietina (Ehrh. ex Ach.) Körb. 1855 – promianek jodłowy
- Lecanactis citrina (Follmann) Frisch & Ertz 2014
- Lecanactis coniochlora (Mont. & Bosch) Zahlbr. 1923
- Lecanactis latispora Egea & Torrente 1994
- Lecanactis mollis (Stirt.) Frisch & Ertz 2014
- Lecanactis neozelandica Egea & Torrente 1994
- Lecanactis platygraphoides (Müll. Arg.) Zahlbr. 1923
- Lecanactis quassiae (Fée) Zahlbr. 1923
- Lecanactis spermatospora Egea & Torrente 1994
- Lecanactis subabietina Coppins & P. James 1979
- Lecanactis submollis Ertz, Eb. Fisch., Killmann, Sérus. & Frisch 2014
- Lecanactis sulphurea Egea & Torrente 1994

Nazwy naukowe na podstawie Index Fungorum. Uwzględniono tylko gatunki zweryfikowane. Nazwy polskie według W. Fałtynowicza.